# Strażnica KOP „Siekierzyńce”
Strażnica KOP „Siekierzyńce” – zasadnicza jednostka organizacyjna Korpusu Ochrony Pogranicza pełniąca służbę ochronną na granicy polsko-sowieckiej.

## Formowanie i zmiany organizacyjne
W 1925 w składzie 4 Brygady Ochrony Pogranicza, został sformowany 13 batalion graniczny. W 1928 w skład batalionu wchodziło 13 strażnic. W 1 kompanii granicznej KOP „Kociubińczyki” funkcjonowały do 1934 między innymi dwie strażnice:„Siekierzyńce Płn.” i „Siekierzyńce Płd.” . Po 1934 roku strażnice połączono. W 1938 i 1939 w strukturze organizacyjnej 1 kompanii granicznej KOP „Kociubińczyki” funkcjonowała strażnica KOP „Siekierzyńce”. Strażnica liczyła około 18 żołnierzy i rozmieszczona była przy linii granicznej z zadaniem bezpośredniej ochrony granicy państwowej.
Strażnicę z macierzystą kompanią łączyła droga polna długości 4,5 km.

## Służba graniczna

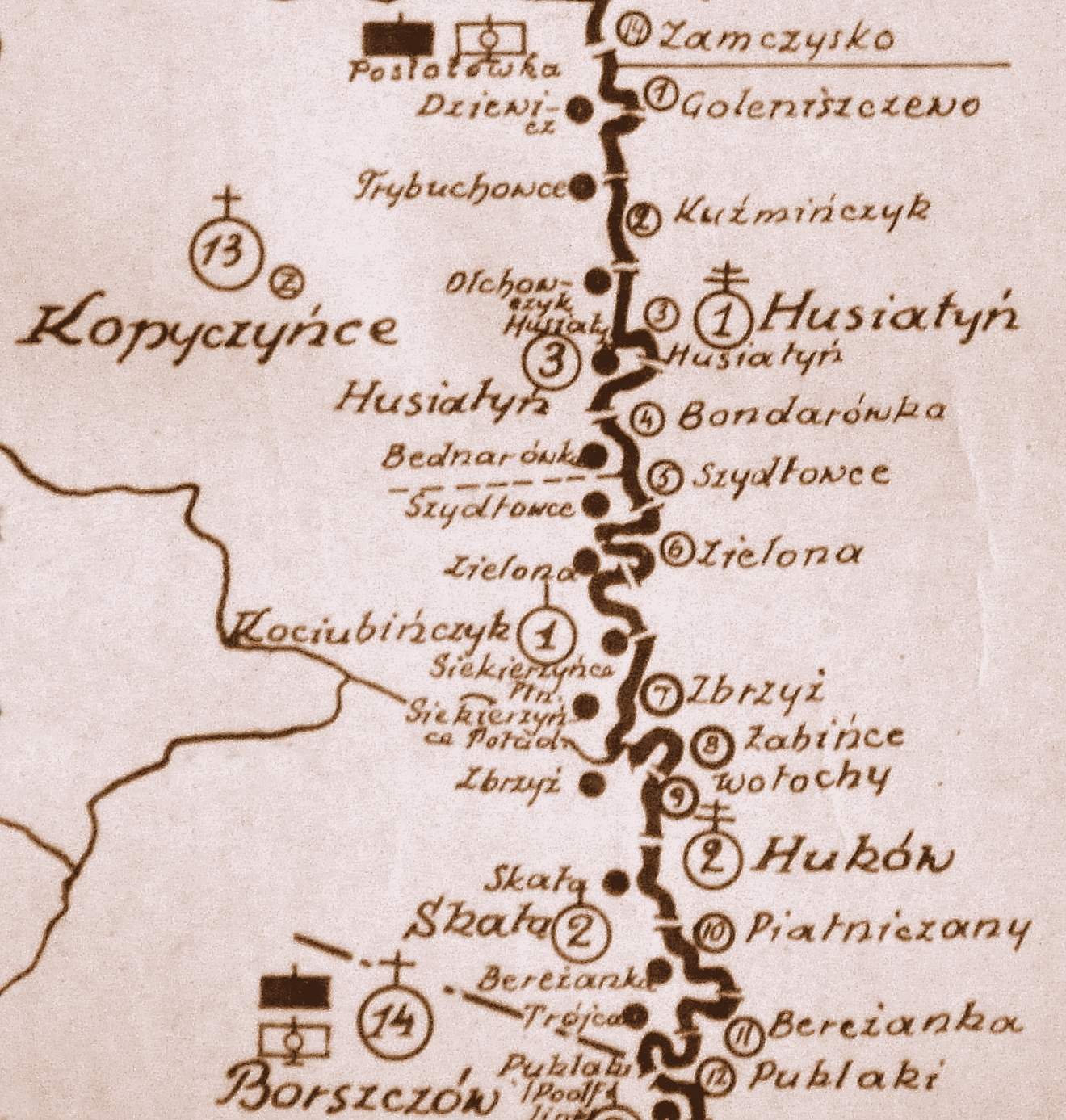
Rozmieszczenie batalionu KOP „Kopyczyńce” w 1931

Podstawową jednostką taktyczną Korpusu Ochrony Pogranicza przeznaczoną do pełnienia służby ochronnej był batalion graniczny. Odcinek batalionu dzielił się na pododcinki kompanii, a te z kolei na pododcinki strażnic, które były „zasadniczymi jednostkami pełniącymi służbę ochronną”, w sile półplutonu. Służba ochronna pełniona była systemem zmiennym, polegającym na stałym patrolowaniu strefy nadgranicznej, wystawianiu posterunków alarmowych, obserwacyjnych i kontrolnych stałych, patrolowaniu i organizowaniu zasadzek w miejscach rozpoznanych jako niebezpieczne, kontrolowaniu dokumentów i zatrzymywaniu osób podejrzanych, a także utrzymywaniu ścisłej łączności między oddziałami i władzami administracyjnymi.
Strażnica KOP „Siekierzyńce” w 1938 ochraniała pododcinek granicy państwowej szerokości 8 kilometrów 686 metrów od słupa granicznego nr 2082 do 2096.
Sąsiednie strażnice:
- strażnica KOP „Zielona” ⇔ strażnica KOP „Zbrzyż” – 1938[7]